# 茅山宗
茅山宗是道教的一个派别，因为其活动中心为茅山而得名，源自上清派，以上清經為主要經典。
茅山现位于江苏省句容市东，常州金坛西北，鄰近金陵。自東晉起，相傳茅山屬洞天福地，漢代有三茅真君在此得道，隱居在茅山的道士漸多，其中最著名的是南朝的陶弘景。这批道士特別尊崇與三茅真君有關的上清經，又稱為上清派。
在隋、唐兩代，不少高道都自稱師承自上清派，追踵陶弘景，精研上清經，如潘師正、司馬承禎和李含光。
元代茅山道士受到元朝的承認和封賞，號稱「茅山宗」。

## 歷代宗師
元代茅山宗追尊歷代宗師如下：
- 第一代太師 魏華存
- 第二代祖師 楊羲
- 第三代真師 許穆
- 第四代宗師 許翽
- 第五代宗師 馬郎
- 第六代宗師 馬罕
- 第七代宗師 陸修靜
- 第八代宗師 孫游嶽
- 第九代宗師 陶弘景
- 第十代宗師 王遠知
- 第十一代宗師 潘師正
- 第十二代宗師 司馬承禎
- 第十三代宗師 李含光
- 第十四代宗師 韦景昭
- 第十五代宗師 黃洞元
- 第十六代宗師 孫智清
- 第十七代宗師 吳法通
- 第十八代宗師 劉得常
- 第十九代宗師 王捷霞
- 第二十代宗師 成延昭
- 第二十一代宗師 蔣元吉（吉甫）
- 第二十二代宗師 萬保沖
- 第二十三代宗師 茅自英
- 第二十四代宗師 毛奉柔
- 第二十五代宗師 劉混康
- 第二十六代宗師 宣淨之
- 第二十七代宗師 宋師徐希和
- 第二十八代宗師 蔣景徹
- 第二十九代宗師 李景和
- 第三十代宗師 李景瑛
- 第三十一代宗師 徐寸經
- 第三十二代宗師 邢汝壽
- 第三十三代宗師 張天發
- 第三十四代宗師 薛汝積
- 第三十五代宗師 任元阜
- 第三十六代宗師 鮑志真
- 第三十七代宗師 湯志道
- 第三十八代宗師 蔣宗瑛
- 第三十九代宗師 景元範
- 第四十代宗師 劉宗昶
- 第四十一代宗師 王志心
- 第四十二代宗師 翟志穎
- 第四十三代宗師 許道杞
- 第四十四代宗師 王道孟
- 第四十五代宗師 劉大彬